# أتلانتا هوكس
نادي أتلانتا هوكس هو نادي كرة سلة من أتلانتا، جورجيا، الولايات المتحدة الأمريكية. تأسس عام 1946.

## ألوان الفريق
الأحمر والأسود والذهبي.

## سجل بطولات الفريق
فاز مرة واحدة ببطولة الدوري الأمريكي لكرة السلة للمحترفين في العام:
1958.

## وصلات خارجية
- موقع النادي الرسمي